# Lijst van rivieren in West-Australië
Dit is een lijst van rivieren in West-Australië.

## Langste rivieren
De langste rivieren die geheel of gedeeltelijk door West-Australië stromen zijn:
| Rang | Naam      | Lengte km | Noten |
| ---- | --------- | --------- | --- |
| 1    | Gascoyne  | 865       | Bonzle noemt een lengte van 978 km, maar maakt niet duidelijk hoe dit is gemeten.                                                                           |
| 2    | Murchison | 820       | Bonzle noemt een lengte van 1100 km, maar maakt niet duidelijk hoe dit is gemeten. Het riviersysteem Murchison-Yalgar-Hope is de langste in West-Australië. |
| 3    | Fortescue | 760       | Bonzle noemt een lengte van 1030 km, maar maakt niet duidelijk hoe dit is gemeten.                                                                          |
| 4    | Ashburton | 690       | Bonzle noemt een lengte van 825 km, maar maakt niet duidelijk hoe dit is gemeten.                                                                           |
| 5    | Fitzroy   | 622       | Bonzle noemt een lengte van 656 km, maar maakt niet duidelijk hoe dit is gemeten. Het Fitzroy-Hann-riviersysteem heeft een lengte van 733 km.               |

## Alphabetische lijst

### A
- Abba
- Adcock
- Alexander
- Angelo
- Angove
- Armanda
- Arrowsmith
- Arthur
- Ashburton
- Avon

### B
- Balgarup
- Balla Balla
- Bannister
- Barker
- Barnett
- Barton
- Beasley
- Beaufort
- Behn
- Berckelman
- Berkeley
- Blackwood
- Bow (zuidelijk West-Australië)
- Bow (noordelijk West-Australië)
- Bowes
- Bremer
- Brockman
- Brunswick
- Buayanyup
- Buchanan
- Buller

### C
- Calder
- Cane
- Canning
- Capel
- Carbunup
- Carson
- Chamberlain
- Chapman
- Charnley
- Collie
- Coongan

### D
- Dale
- Dalyup
- Dandalup
- De Grey
- Deep
- Denmark
- Donnelly
- Drysdale
- Dunham
- Durack

### E
- Edmund
- Elvire
- Ernest
- Eyre

### F
- Ferguson
- Fitzgerald
- Fitzroy
- Forrest
- Fortescue
- Frankland
- Fraser
- Frederick

### G
- Gairdner (zuidelijk West-Australië)
- Gairdner (noordelijk West-Australië)
- Gascoyne
- Gibb
- Glenelg
- Goodga
- Gordon
- Greenough

### H
- Hamersley
- Hann
- Hardey
- Harding
- Harvey
- Hay
- Helena
- Henry
- Hill
- Hope
- Hotham
- Hunter
- Hutt

### I
- Impey
- Irwin
- Isdell

### J
- Jerdacuttup
- Johnston

### K
- Kalgan
- Kent
- King Edward
- King George
- King (rivier in Kimberley)
- King (rivier in Great Southern)

### L
- Landor
- Laura
- Lockhart
- Lennard
- Lort
- Ludlow
- Lyons

### M
- Mackie
- Maitland
- Margaret (noordelijk West-Australië)
- Margaret (zuidelijk West-Australië)
- Mary
- May
- McRae
- Meda
- Minilya
- Mitchell
- Moore
- Mortlock
- Munglinup
- Murchison
- Murray

### N
- Nambung
- Negri
- Nicholson
- Nullagine

### O
- Oakover
- Oldfield
- Ord

### P
- Pallinup
- Panton
- Pentecost
- Phillips
- Preston
- Prince Regent

### R
- Richenda
- Robe
- Robinson
- Roe
- Rudall

### S
- Sabina
- Sale
- Salt
- Serpentine
- Shannon
- Shaw
- Sherlock
- South Dandalup
- Steere
- Swan

### T
- Thomas
- Tone
- Turner

### V
- Vasse

### W
- Walpole
- Warren
- Waychinicup
- Weld
- Williams
- Wilson
- Wooramel

### Y
- Yalgar
- Young
- Yule